# Thore Jordan
Thore Jordan, född 1930 i Hällefors, död juni 1997, var en svensk målare.
Jordan var som konstnär autodidakt. Bland hans offentliga arbeten märks en väggdekoration i Botkyrka skola. Hans konst består av ljusfyllda landskap. Jordan är representerad vid Nationalmuseum och Kung Gustav VI Adolfs konstsamling. 